# Godfred Christensen
Polycarpus Godfred Berry Wildenradt Christensen (født 23. juli 1845 i København, død 15. november 1928 sammesteds) var en dansk landskabsmaler.
Godfred Christensen var bror til dr. Chr. Axel Richard Christensen. Efter at have besøgt teknisk Institut blev han 1860 elev af Kunstakademiet og fortsatte sine studier ved dette indtil 1867. Samtidig uddannede han sig under professor F.C. Kiærskous vejledning til landskabsmaler og fik 1865 den Neuhausenske Præmie for opgaven Et fritstaaende Bøgetræ. 
Rejser
Den Sødringske Opmuntringspræmie blev tildelt ham 1870 samtidig med Akademiets indenlandske rejseunderstøttelse, som han benyttede til at tage studier i Nordsjælland, og i en af disse studier, udført og udstillet som billede, havde han med så megen dygtighed løst opgaven Landskab med frodig Forgrund, at Den Neuhausenske Præmie atter 1871 tilkendtes ham. Christensen vakte i det hele så megen opmærksomhed ved sine dygtige arbejder, at Akademiet 1873 tildelte ham en toårig rejseunderstøttelse, som han anvendte til at besøge Tyskland og Italien, efter hvilken rejse han 1875 udstillede forskellige motiver fra Capri og Rom.
I de følgende år var han atter på rejse, denne gang til Schweiz, Norditalien og Pyrenæerne, og i sine billeder fra Højalpernes gletsjere og Pyrenæernes bjergmasser viste han, at også de storladne motiver lå for hans pensel. 
Efter 1880 har Christensen væsentlig opholdt sig i Danmark, og i disse senere år har han frembragt værker, der hæver ham op blandt Danmarks bedste landskabsmalere. Vel kan man i disse arbejder spore en indflydelse fra fransk kunst, som han på sine hyppige besøg på "Salonen" (formentlig Parisersalonen) i Paris har studeret med stor opmærksomhed, men denne påvirkning har ikke kunnet rokke hans nationale ejendommelighed; den har kun gjort, hans billeder mere åndfulde. 
Vurdering
Christensen er en glimrende fortolker af den skønhed og poesi, der hviler over egnen omkring Himmelbjerget, og talrig er rækken af motiver fra Sjællands smilende landskaber, som kunstneren har fæstnet til lærredet. De hentes også fra Sverige og Norge, og i dem alle føler man den alvorlige, fremragende kunstners ihærdige arbejde. Christensen helliger dog ikke blot landskabet sine store evner, i de seneste år har han tillige vist, hvad han formår som sømaler. I disse af omfang små, men i indhold store arbejder er der en frejdighed og friskhed, som øver en fængslende magt på beskueren.
Medlem af Akademiet blev Christensen 1881, og 20. maj 1882 ægtede han Johanne Louise Sødring, datter af Christoffer Hansen Sødring og vor berømte sceniske kunstnerinde Julie Maria Weber Sødring, født Rosenkilde. Til titulær professor udnævntes Christensen 1888 og Ridder af Dannebrog 1892.

## Billeder
| - Godfred Christensen portrætteret - Af Schmdt & Malling Mellem 1863 og 1871 - Af Frederik Christian Lund, 1874 - Af Peter Elfelt, 1916 |

| - Værker af Godfred Christensen - Bøgetræer i Dyrehaven, 1859 (tegning) - Forstkandidat Vilhelm Fabricius i en robåd, 1866 - Fra Herlufsholm, solskin, 1876 - Mariager Fjord, 1880. Foto: Statens Museum for Kunst - En sø på Himmelbjergegnen efter regn, 1888 - Skovhugst, 1894 (litografi) - Landskabsparti fra Himmelbjerget, 1901 - Markparti med køer og åløb ved Vejle, 1896 - Landskab med træer, Hørsholm, 1905 (tegning) - Aftenstemning med båd ud for Københavns Havn, 1909 - Fra Sortedamssøen, 1910 - En vogn med hø ved en bondegård, 1915 - Fra bøgeskoven i Hornbæk Plantage, 1917? - Fra Gribskovbanen, 1920 |